# 粗糙沙拐枣
粗糙沙拐枣（学名：Calligonum squarrosum）为蓼科沙拐枣属的植物。分布于哈萨克斯坦以及中国大陆的新疆等地，生长于海拔600米的地区，多生于固定沙丘，目前尚未由人工引种栽培。